# Nicky Gebhard
Nicky Gebhard (* 5. Juli 1952 in Berlin; † 23. Januar 2021) war ein deutscher Schlagzeuger, Autor, Komponist, Musikpädagoge und Journalist.

## Wirken
Gebhard begann 1971 ein Musikstudium in Dortmund (Schlagzeug und Klavier). In dieser Zeit arbeitete er freiberuflich am Stadttheater Dortmund als Musiker und Arrangeur. Gebhard wurde Drummer bei diversen Jazz- und Rockbands, u. a. Günther Boas Band, Zoppo Trump, Meyer’s Poporchester und Günter Hoffmann Band. 
1974 wechselte Gebhard zur Musikhochschule Köln, um bei Christoph Caskel zu studieren. Parallel arbeitete er als Bühnenmusiker am Theater Köln, Bochum und als Studiomusiker beim WDR. Während seines Studiums tourte er mit der Rockband Wallenstein von 1974 bis 1978 durch Europa und trommelte auf dem Album No More Love von 1976. Weitere Produktionen folgten mit der Düsseldorfer M.E.K. Bilk (Nett und adrett, 1982), dem Rocktheater M.E.K.Bilk (Abseits) mit dem Fernsehauftritt bei Bio’s Bahnhof 1981 und dem Alex Parche Project (1991).
Auf seinen drei Solo-CDs Gee Fresh (1996), No Cry Just Music (1997) und Freedom Live (2008) arbeitete Nicky Gebhard mit Steve Lukather, Steve Stevens, Bill Evans und Martin Verdonk zusammen. Bei einigen Dokumentarfilmen auf 3sat, ARTE, BR und WDR wurden Gebhards Kompositionen von der ersten Gee-Fresh-Produktion als Filmmusik verwendet. 1974 gründete er das Percussion Ensemble Mönchengladbach und blieb bis 1997 Leiter der Formation. Als Musikjournalist und Fotograf führte Gebhard für Fachmagazine wie drums&percussion, Fachblatt, Sticks, Live Music Artist, Batteur, Rhythm Magazine oder Drums USA über 200 Interviews mit Drummer-Größen dieser Welt. Seine Interviewpartner waren Elvin Jones, Tony Williams, Mitch Mitchell, Billy Cobham, Vinnie Colaiuta, Terry Bozzio, Chad Wackerman, Omar Hakim, Adam Nussbaum, Simon Phillips und Airto.
Gebhard war auch Autor der Schlagzeug-Fachbücher Groove Box Volume 1 & 2, Playalong CD für IMP Warner und Groove Box. Bei Workshops und Drum Clinics für Instrumente-Herstellerfirmen und Werbepartner gab Gebhard seine Erfahrungen weiter. Beim internationalen Sound & Musikfestival in Dortmund leitete er das Drumseminar. 1996 wurde Gebhard für die Leitung beim Drum-Nachwuchswettbewerb „Battle of Drums“ bei der Musikmesse in Frankfurt eingesetzt. Im gleichen Jahr fungierte er als musikalischer Leiter der Jugendkonzerte „Percussissimo“ in Krefeld und Mönchengladbach. Außerdem unterrichtete er als Gastdozent an Hochschulen in Hannover, Dortmund, Freiburg und Basel Rock- und Pop-Schlagzeug. 1997 gründete und leitete Gebhard die Jazz- und Rockmusikschule Groove Institute in Mönchengladbach. Mit seinen Bands Gee Fresh und Grand Jam on Hendrix tourte Nicky Gebhard durch die Lande und spielte in Clubs und auf Festivals. 
Gebhard starb Ende Januar 2021 nach Komplikationen im Zusammenhang mit einer Operation im Alter von 68 Jahren.

## Diskografie
- 1971: Zoppo Trump – Veröffentlichung 2010 (Garden of Delights)
- 1976: Wallenstein – No More Love (RCA)
- 1981: M.E.K. Bilk – Nett und adrett (Eigelstein)
- 1991: Alex Parche Project (SPV)
- 1996: Nicky Gebhard – Gee Fresh (Groove Box Records)
- 1997: Nicky Gebhard – Groove Box Playalongs (IMP Warner Chappell)
- 1998: Nicky Gebhard & Gee Fresh – No Cry, Just Music (Hot Wire Records)
- 1999: Guitar Talk Sampler mit Gee Fresh (Hot Wire Records)
- 2008: Nicky Gebhard & Gee Fresh – Freedom Live (Groove Box Records)

## Schriften
- Technikübungen für Schlagzeuger und Percussionisten Neuss 1976
- Groove Box 2 Bände, IMP Warner Chappell 1994 und 1997
- Groove Box 2007